# Naja ashei
La cobra escupidora de Ashe (Naja ashei), también conocida como cobra escupidora gigante, es una especie de serpiente del género Naja, de la familia Elapidae y está considerada la cobra escupidora más grande del mundo.

## Hallazgo y distribución
La serpiente fue descrita por los naturalistas Wüster y Broadley, en el año 2007, y se puede encontrar en los siguientes países africanos: Kenia, Somalia, Sur de Etiopía y Este de Uganda.

## Hábitat y características
Es una especie de serpiente venenosa, que puede medir entre 1,2 y 2 metros.